# Naciones cautivas
"Naciones cautivas" es un término que surgió en los Estados Unidos para describir naciones bajo regímenes no democráticos. Durante la Guerra Fría, cuando apareció la frase, se refería a naciones bajo administración comunista, principalmente soviética.

## Descripción
Como parte de la estrategia de la Guerra Fría de los Estados Unidos, en 1959 se estableció un grupo de defensa anticomunista, el Comité Nacional de Naciones Cautivas , según una ley del Congreso (L. Púb. 86–90) del presidente Dwight D. Eisenhower. El economista y diplomático estadounidense de origen ucraniano Lev Dobrianski jugó un papel clave en él. La rama estadounidense del Bloque de Naciones Antibolcheviques también presionó a favor del proyecto de ley.

La ley también estableció la Semana de las Naciones Cautivas, tradicionalmente proclamada para la tercera semana de julio desde entonces. La medida tenía como objetivo aumentar la conciencia pública sobre los problemas de las naciones bajo el control de gobiernos comunistas y otros gobiernos no democráticos.
La Ley Pública 86-90 original se refería específicamente a las siguientes Naciones Cautivas:
- Polonia
- Hungría
- Lituania
- Ucrania
- Checoslovaquia
- Letonia
- Estonia
- Rutenia blanca (Bielorrusia)
- Rumania
- Alemania Oriental
- Bulgaria
- China continental
- Armenia
- Azerbaiyán
- Georgia
- Corea del Norte
- Albania
- Idel-Ural
- Tíbet
- Cosaquia
- Turkestán
- Vietnam del Norte

## Críticas
Los emigrados rusos que vivían en EE. UU. criticaron la L. Púb. 86-90, porque al hablar de "comunismo ruso" y "políticas imperialistas de la Rusia comunista", esta ley, por implicación, equiparaba los términos "ruso", "comunista" e "imperialista". Específicamente, el Congreso de Ruso-Estadounidenses argumentó que la L. Púb. 86-90 era más antirrusa que anticomunista, ya que la lista de "naciones cautivas" no incluía a los rusos, lo que implicaba que la culpa de los crímenes comunistas recae en los rusos como nación, y no sólo en el sistema soviético. Según el escritor ruso Andréi Tsygankov, la razón sugerida para esto es que la ley fue diseñada por Lev Dobrianski, visto por los estadounidenses rusos como un nacionalista ucraniano. Los miembros del Congreso han hecho campaña por la anulación de la Ley de Naciones Cautivas.
Un grupo de historiadores estadounidenses emitió un comunicado afirmando que la L. Púb. 86-90 se basó en gran medida en información errónea y comprometió a Estados Unidos a ayudar a "naciones" efímeras como Cossackia e Idel-Ural.
Gregory P. Tschebotarioff, Stephen Timoshenko, Nicholas V. Riasanovski, Gleb Struve, Nicholas Timasheff se encontraban entre los oponentes de la L. Púb. 86-90.
En una conferencia de prensa de 1959, el presidente de los Estados Unidos, Dwight D. Eisenhower, declaró: "Bueno, por supuesto que no admiten que haya naciones cautivas. Tienen su propia propaganda. Presentan una imagen a sus propios pueblos, incluido el mundo, en la medida de lo posible, que sabemos que está distorsionada y es falsa.

## Visión actual
Los líderes estadounidenses continúan con la tradición de celebrar la Semana de las Naciones Cautivas y cada año emiten una nueva versión de la Proclamación. Las proclamaciones contemporáneas no se refieren a naciones o estados particulares. El último Presidente de los Estados Unidos en especificar una lista de países con regímenes opresores fue George W. Bush, cuya Proclamación de 2008 mencionó a Bielorrusia y Corea del Norte (en 1959, Bielorrusia se denominó Rutenia Blanca). Bush caracterizó a los líderes de los dos países, Aleksandr Lukashenko y Kim Jong-un, como 'déspotas'.
Al declarar la Semana de las Naciones Cautivas en julio de 2009, el presidente Barack Obama declaró que si bien la Guerra Fría había terminado, las preocupaciones planteadas por el presidente Eisenhower seguían siendo válidas.